# Tour du Poitou-Charentes 2003
Il Tour du Poitou-Charentes 2003, diciassettesima edizione della corsa, si svolse dal 26 al 29 agosto 2003 su un percorso di 662 km ripartiti in 5 tappe, con partenza da Pons e arrivo a Buxerolles. Fu vinto dal tedesco Jens Voigt della Crédit Agricole davanti al francese Sylvain Chavanel e al danese Jørgen Bo Petersen.

## Tappe
| Tappa  | Data      | Percorso                                                  | km  | Vincitore di tappa | Leader cl. generale |
| ------ | --------- | --------------------------------------------------------- | --- | ------------------ | ------------------- |
| 1ª     | 26 agosto | Pons > La Couronne                                        | 180 | Yuriy Metlushenko  | Yuriy Metlushenko   |
| 2ª     | 27 agosto | Ruffec > Bressuire                                        | 178 | Robert Sassone     | Yuriy Metlushenko   |
| 3ª     | 28 agosto | Bressuire > Loudun                                        | 178 | Jaan Kirsipuu      | Alberto Ongarato    |
| 4ª     | 29 agosto | Monts-sur-Guesnes > Monts-sur-Guesnes (cron. individuale) | 20  | Jens Voigt         | Jens Voigt          |
| 5ª     | 29 agosto | Monts-sur-Guesnes > Buxerolles                            | 106 | Karsten Kroon      | Jens Voigt          |
| Totale | Totale    | Totale                                                    | 662 |                    |                     |

## Dettagli delle tappe

### 1ª tappa
- 26 agosto: Pons > La Couronne – 180 km

| Pos. | Corridore         | Squadra         | Tempo    |
| ---- | ----------------- | --------------- | -------- |
| 1    | Yuriy Metlushenko | Landbouwkrediet | 4h06'55" |
| 2    | Alberto Ongarato  | Domina Vacanze  | s.t.     |
| 3    | Andris Nauduzs    | CCC-Polsat      | s.t.     |

| Pos. | Corridore         | Squadra         | Tempo    |
| ---- | ----------------- | --------------- | -------- |
| 1    | Yuriy Metlushenko | Landbouwkrediet | 4h06'45" |
| 2    | Alberto Ongarato  | Domina Vacanze  | a 4"     |
| 3    | Franck Renier     | Brioches La B.  | a 5"     |

### 2ª tappa
- 27 agosto: Ruffec > Bressuire – 178 km

| Pos. | Corridore          | Squadra        | Tempo    |
| ---- | ------------------ | -------------- | -------- |
| 1    | Robert Sassone     | Cofidis        | 4h14'13" |
| 2    | Bogdan Bondariew   | CCC-Polsat     | s.t.     |
| 3    | Sébastien Chavanel | Brioches La B. | a 1'08"  |

| Pos. | Corridore         | Squadra         | Tempo    |
| ---- | ----------------- | --------------- | -------- |
| 1    | Yuriy Metlushenko | Landbouwkrediet | 8h27'22" |
| 2    | Alberto Ongarato  | Domina Vacanze  | a 4"     |
| 3    | Thor Hushovd      | Crédit Agricole | a 5"     |

### 3ª tappa
- 28 agosto: Bressuire > Loudun – 178 km

| Pos. | Corridore          | Squadra        | Tempo    |
| ---- | ------------------ | -------------- | -------- |
| 1    | Jaan Kirsipuu      | AG2R           | 3h48'25" |
| 2    | Alberto Ongarato   | Domina Vacanze | s.t.     |
| 3    | Jean-Patrick Nazon | Jean Delatour  | s.t.     |

| Pos. | Corridore         | Squadra         | Tempo     |
| ---- | ----------------- | --------------- | --------- |
| 1    | Alberto Ongarato  | Domina Vacanze  | 12h15'45" |
| 2    | Yuriy Metlushenko | Landbouwkrediet | a 2"      |
| 3    | Thor Hushovd      | Crédit Agricole | a 4"      |

### 4ª tappa
- 29 agosto: Monts-sur-Guesnes > Monts-sur-Guesnes (cron. individuale) – 20 km

| Pos. | Corridore        | Squadra         | Tempo  |
| ---- | ---------------- | --------------- | ------ |
| 1    | Jens Voigt       | Crédit Agricole | 25'06" |
| 2    | Sylvain Chavanel | Brioches La B.  | a 17"  |
| 3    | Tomas Vaitkus    | Landbouwkrediet | a 23"  |

| Pos. | Corridore          | Squadra         | Tempo     |
| ---- | ------------------ | --------------- | --------- |
| 1    | Jens Voigt         | Crédit Agricole | 12h41'03" |
| 2    | Sylvain Chavanel   | Brioches La B.  | a 16"     |
| 3    | Jørgen Bo Petersen | Fakta           | a 34"     |

### 5ª tappa
- 29 agosto: Monts-sur-Guesnes > Buxerolles – 106 km

| Pos. | Corridore       | Squadra  | Tempo    |
| ---- | --------------- | -------- | -------- |
| 1    | Karsten Kroon   | Rabobank | 2h28'42" |
| 2    | Stéphane Berges | AG2R     | a 1"     |
| 3    | Janek Tombak    | Cofidis  | a 1'10"  |

| Pos. | Corridore          | Squadra         | Tempo     |
| ---- | ------------------ | --------------- | --------- |
| 1    | Jens Voigt         | Crédit Agricole | 15h10'55" |
| 2    | Sylvain Chavanel   | Brioches La B.  | a 16"     |
| 3    | Jørgen Bo Petersen | Fakta           | a 34"     |

## Classifiche finali

### Classifica generale
| Pos. | Corridore          | Squadra                 | Tempo     |
| ---- | ------------------ | ----------------------- | --------- |
| 1    | Jens Voigt         | Crédit Agricole         | 15h10'55" |
| 2    | Sylvain Chavanel   | Brioches La Boulangère  | a 16"     |
| 3    | Jørgen Bo Petersen | Team Fakta              | a 34"     |
| 4    | Laurent Brochard   | Ag2r Prévoyance         | a 44"     |
| 5    | Bradley Wiggins    | FDJ                     | a 46"     |
| 6    | David Moncoutié    | Cofidis                 | a 47"     |
| 7    | Thor Hushovd       | Crédit Agricole         | s.t.      |
| 8    | Stéphane Barthe    | MBK-Oktos-Saint-Quentin | a 58"     |
| 9    | Daniel Schnider    | Phonak Hearing Systems  | a 1'03"   |
| 10   | Benoît Poilvet     | Crédit Agricole         | a 1'16"   |